# Phew
Phew (* 1959) ist eine japanische Sängerin im Bereich der Rock- und Jazz-Avantgarde.

## Leben
Phew war in den späten 1970er-Jahren Mitglied der Punk-Band Aunt Sally. 1981 nahm sie mit Holger Czukay, Jaki Liebezeit (beide von Can) und Jah Wobble (von Public Image Ltd.) im Studio von Conny Plank ihr erstes, selbstbetiteltes Soloalbum auf. Das Album wurde später mehrfach, um weitere Tracks erweitert, als CD neu herausgebracht, zuletzt 2005. 1987 folgte ihr Album View und 1995 Himitsu no Knife, beide mit Tatsuo Kondo (Keyboards und andere Instrumente) sowie weiteren japanischen Musikern. Dazwischen veröffentlichte sie 1992 mit Our Likeness ein weiteres, im Studio von Conny Plank aufgenommenes Album, auf dem neben Jaki Liebezeit auch Alexander Hacke von den Einstürzenden Neubauten vertreten war. Chrislo Haas (DAF, Der Plan) spielte Saxophon auf „Like Water and Water“.
Immer wieder beteiligte sie sich auch an Projekten anderer Künstler, so 1992 an Dreamspeed, einem Album von Anton Fier mit Bill Laswell, Bootsy Collins, Buckethead und Nicky Skopelitis. 1994 folgte in ähnlicher Besetzung Blind Light, auf dem aber zusätzlich Lori Carson und Lydia Kavanagh als Sängerinnen zu hören sind. Für beide Alben schrieb sie alle Texte. Ab 2001 arbeitete sie mehrfach mit Most, einer Band um die Gitarristen Seiichi Yamamoto und Hisato Yamamoto. Zur selben Zeit war sie auch Mitglied von Big Picture. Im September 2001 erschien Phew Video, das ihren bisherigen musikalischen Lebensweg in Bands und auch solo anhand von Live-Aufnahmen aus den Jahren 1979 bis 2001 inkl. Interviews nachzeichnete.
Im Juni 2001 veröffentlichte sie mit The Unknown Cases, einem Projekt von Helmut Zerlett, die Songs „Kôyasan“ und „Mishiho“. 2009 erschien eine Kooperation mit Bikke, einer alten Weggefährtin von Aunt Sally. 2010 legte sie ihr Soloalbum Five Finger Discount vor, das auch eine Coverversion von „Love Me Tender“ enthält. Neben japanischen Kollegen war Jim O’Rourke als Bassist und Keyboarder beteiligt. Im Juni 2011 nahm sie mit Seiichi Yamamoto am Tonofon Festival in Tokorozawa teil, zwei Stücke erschienen später auf einer DVD des Festivals.
2012 folgte eine Zusammenarbeit mit Erika Kobayashi und Dieter Moebius als Project UNDARK (Radium Girls 2011).

## Stil
Das Touch-and-Go-Fanzine zog in einer Rezension von Phews Debütsingle 終曲（フィナレー） Vergleiche zu Suicide, Phews Musik sei aber „weniger kompakt“ und lasse die emotionale Intensität von Suicide vermissen. Dafür sei die Musik von Phew kalt, distanziert und mechanisch.

## Diskografie

### Solo
- 1981: Phew (Pass Records)
- 1987: View (Continental)
- 1991: Songs (EP, Parco Sectary)
- 1992: Our Likeness (Mute Records)
- 1995: Himitsu no Knife (Creativeman Disc)
- 1998:  Shi-a-wa-se No Su-mi-ka (mit Sei-ichi Yamamoto, Tokuma Japan Communications)
- 2009: Phew X Bikke (mit Yasuko „Bikke“ Mori, Bereket)
- 2010: Five Finger Discount (Bereket)
- 2015: A New World (Felicity)
- 2016: Jamming (Bereket)
- 2017: Voice Hardcore (Bereket)
- 2017: Light Sleep (Mesh-Key)
- 2018: Island (mit Ana Da Silva, Newhere Music)
- 2019: Patience Soup (mit Oren Ambarchi und Jim O’Rourke, Black Truffle Records)

### Kompilationen
- Rebel Incorporated 2-LP set, Wax, 17WXL-3001/3002; CD, Wax, 32WXD-101
- Megabank Presents Tribute to New Wave Megabank, MB-2.507CD, 1995
- Mottomo Otomo: Unlimited XIII Trost, TR076, 2000
- Improvised Music from Japan 10-CD set. Improvised Music from Japan, IMJ-10CD, 2001
- Pass No Past 2-CD set. Pass/P-Vine, SSAP-004/5, 2005
- Tonofon Festival & Solo 2011 DVD. Tonofon, TONO-001, 2012

### Gastbeiträge
- mit Morio Agata: Norimono Zukan Vanity, 0005, 1980
- mit Morio Agata: Norimono Zukan Bridge, BRIDGE-078, 2007
- mit Aunt Sally: Aunt Sally Vanity 0003-A, 1979; Kojima, 1984
- mit Aunt Sally: Live 1978-1979 P-Vine, PCD-5629, 2001
- mit Aunt Sally: Aunt Sally Undo, UNDO-001, 2002
- mit Big Picture: Big Picture CD-R
- mit Big Picture: Little More LMCA-1002, 2001
- mit Bikke: Phew X Bikke BeReKeT, bm0001, 2009
- mit Blind Light: The Absence of Time Alida, ALIDA-001, 1994
- mit Anton Fier: Dreamspeed Avant, AVAN-009, 1993
- mit Anton Fier: Dreamspeed/Blind Light 1992-1994 2-CD set. Tzadik, TZ 7609, 2003
- mit Erika Kobayashi und Dieter Moebius: Radium Girls 2011 BeReKeT, bmp002, 2012
- mit Most: 2000.11.26 CD-R. 2001
- mit Most: Most P-Vine, PCD-5647, 2001
- mit Most: Most Most P-Vine, PCD-25010, 2003
- mit Most: The Most Notorious BeReKeT, bm0002, 2010
- mit Novo Tono: Live CD-R. 2001
- mit The Unknown Cases: Koyasan Fünfundvierzig, MCD 45122, 2001
- mit Novo Tono: Panorama Paradise Alida/Creativeman, CMDD-00038, 1996
- mit Otomo Yoshihide: Otomo Yoshihide Plays the Music of Takeo Yamashita P-Vine, PCD-5804, 1999
- mit Otomo Yoshihide's New Jazz Ensemble: Dreams Tzadik, TZ 7238, 2002